# Gotyk znad Skaldy
Styl gotycki znad Skaldy (gotyk skaldyjski) – nazwa regionalnej odmiany stylu wczesnogotyckiego, skrzyżowania pomiędzy stylem romańskim i gotyckim. Styl ten powstał i był popularny w dolinie rzeki Skaldy. Cechami charakterystycznymi stylu są: użycie do budowy niebieskiego wapienia z okolic Tournai, wieża nad skrzyżowaniem transeptu i nawy głównej, małe okrągłe wieżyczki boczne dołączone do fasady budynku, oraz elementy charakterystyczne dla stylu gotyckiego – ostre łuki, okna złożone z trzech mniejszych połączonych jednym łukiem.

## Przykłady
- kościół św. Mikołaja w Gandawie

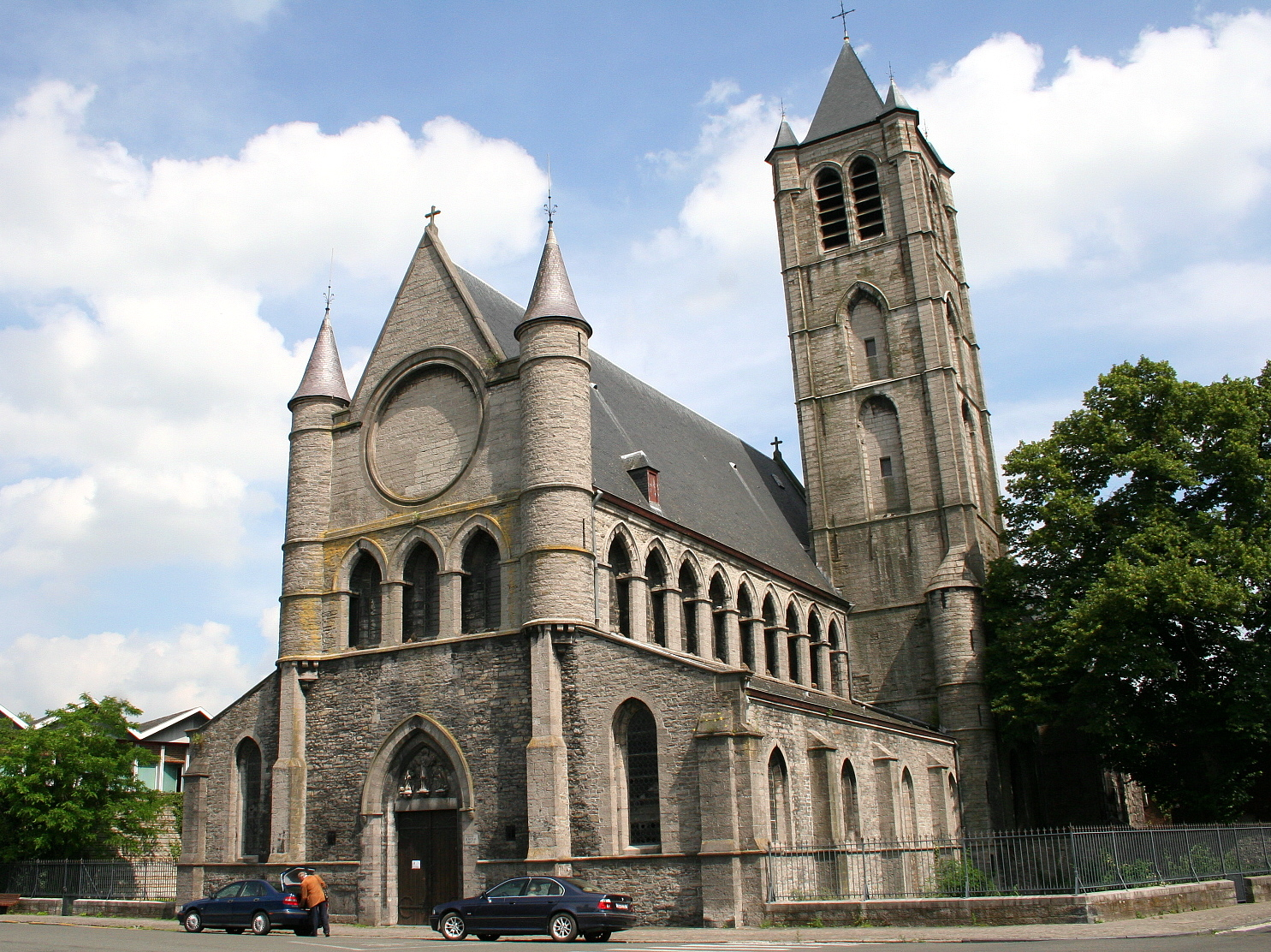
Kościół Św. Mikołaja w Tournai

- kościół św. Kwintusa (Eglise Saint-Quentin) w Tournai
- kościół św. Mikołaja (Eglise Saint-Nicolas) w Tournai
- kościół NMP z Pamele (Onze-Lieve-Vrouw-van-Pamele kerk) w Oudenaarde
- kościół NMP (Onze-Lieve-Vrouwkerk) w Deinze
- kościół św. Bawona (Sint-Baafskerk) w Aardenburgu